# Danmark ved sommer-PL 2016
Danmark deltog med 21 sportsfolk i seks sportsgrene ved sommer-PL 2016 i Rio de Janeiro 7. til 18. september. Det danske PL-holds chef de mission var Michael Møllgaard Nielsen. 

## Medaljer
| 2016 Rio de Janeiro | Guld | Sølv | Bronze | Total |
| Danmark             | 1    | 2    | 7      | 11    |

### Medaljevindere
| Medalje | Navn                    | Sportsgren | Disciplin            |
| ------- | ----------------------- | ---------- | -------------------- |
| Guld    | Peter Rosenmeier        | Bordtennis | Single               |
| Sølv    | Susanne Sunesen         | Hestesport | Dressur              |
| Sølv    | Daniel Wagner Jørgensen | Atletik    | 100 m, herrer        |
| Bronze  | Jonas Larsen            | Svømning   | 150 m medley, herrer |
| Bronze  | Stinna Kaastrup         | Hestesport | Dressur              |
| Bronze  | Stinna Kaastrup         | Hestesport | Kür                  |
| Bronze  | Daniel Wagner Jørgensen | Atletik    | Længdespring, herrer |

## Deltagere
Oprindeligt var 16 danske atleter kvalificeret, men med IOC's udelukkelse af alle russiske atleter fik Danmark tildelt yderligere seks pladser.

### Atletik
Foregik i Estádio do Maracanã.
| Dato              | Disciplin    | H/D    | Udøver                  | Klassifikation         | Indledende heat | Indledende heat                     | Finale   | Finale    |
| Dato              | Disciplin    | H/D    | Udøver                  | Klassifikation         | Resultat        | Placering i heat (samlet placering) | Resultat | Placering |
| 8. september      | Diskoskast   | Herrer | Ronni Jensen            | F37                    | N/A             | N/A                                 | 48,10 m  | 5         |
| 11. september     | Diskoskast   | Damer  | Kristel Høj Walther     | F44                    | N/A             | N/A                                 | 25,15 m  | 9         |
| 17. september     | Diskoskast   | Damer  | Frida Jersø             | F55                    | N/A             | N/A                                 | 16,01m   | 9         |
| 10.-12. september | 200m         | Herrer | Daniel Wagner Jørgensen | F42/T42                | 25,26           | 3                                   | 25,20    | 5         |
| 14.-15. september | 100m         | Herrer | Daniel Wagner Jørgensen | F42/T42                | 12,47           | 2                                   | 12,32    | Sølv      |
| 17. september     | Længdespring | Herrer | Daniel Wagner Jørgensen | F42/T42                | N/A             | N/A                                 | 6,57 m   | Bronze    |
| 13. september     | 1500 m       | Herrer | Mohamed Hersi           | Udviklingshæmmet (T20) | N/A             | N/A                                 | 4:11,41  | 9         |
| 11. september     | 1500 m       | Herrer | Christoffer Vienberg    | T38                    | N/A             | N/A                                 | 4:31,68  | 5         |

Klassificering
T (Track) bruges om løb, F (inField) bruges om spring og kast. Blinde har koden 11, gående spastikere med halvsidig lammelse har 37, spastikere med minimale koordinationsproblemer har 38, ét ben amputeret over knæet er 42, ét ben amputeret under knæet er 44, og kørestolsbrugere med normale arme, men med lammelser fra under brystet (parapletiker) er 55.

### Bordtennis
Foregik i Rio Centro i Barra.
| Dato   | Disciplin          | H/D    | Udøver                | Klassifikation | Gruppespil                       | Gruppespil                                  | Gruppespil                                 | Runde 1                                    | Kvartfinale                   | Semifinale                        | Bronzekamp                              | Finale                                     | Placering |
| Dato   | Disciplin          | H/D    | Udøver                | Klassifikation | Modstander Resultat              | Modstander Resultat                         | Modstander Resultat                        | Modstander Resultat                        | Modstander Resultat           | Modstander Resultat               | Modstander Resultat                     | Modstander Resultat                        | Placering |
| ------ | ------------------ | ------ | --------------------- | -------------- | -------------------------------- | ------------------------------------------- | ------------------------------------------ | ------------------------------------------ | ----------------------------- | --------------------------------- | --------------------------------------- | ------------------------------------------ | --------- |
| 8-13/9 | Bordtennis, single | Herrer | Peter Rosenmeier      | 6              | Alecci 3-0 (11-8, 11-4, 11-5)    | Seoane Alcaraz 3-1 (11-2, 9-11, 11-8, 11-3) | N/A                                        | N/A                                        | Simion 3-0 (11-6, 11-8, 11-5) | Park 3-1 (11-9, 11-4, 7-11, 11-6) | N/A                                     | Vargas 3-2 (5-11, 12-10, 6-11, 11-9, 11-6) | Guld      |
| 8-13/9 | Bordtennis, single | Herrer | Michal Spicker Jensen | 6              | Thainiyom 0-3 (5-11, 6-11, 4-11) | Bobrov 3-1 (11-9, 12-10, 17-19, 11-8)       | N/A                                        | Simion 2-3 (7-11, 14-16, 11-8, 11-7, 5-11) | N/A                           | N/A                               | N/A                                     | N/A                                        |           |
| 8-13/9 | Bordtennis, single | Herrer | Sophie Walløe         | 10             | Partyka 0-3 (6-11, 4-11, 4-11)   | Ertis 3-0 (11-4, 11-7, 16-14)               | Tapper 3-2 (5-11, 5-11, 11-8, 12-10, 11-8) | N/A                                        | N/A                           | Yang 0-3 (8-11, 8-11, 9-11)       | Costa Alexandre 0-3 (2-11, 11-13, 8-11) | N/A                                        | 4         |

Klassificering
Klasse 1-5 er for siddende spillere, klasse 6-10 er for stående. Klasse 6-spillere har alvorlige handicap på både arme og ben, klasse 10-spillere har oftest kun et handicap i den arm, de ikke spiller med.

### Cykelsport
Foregik i Barra da Tijuca i Barra
| Dato          | Disciplin                 | H/D    | Rytter                  | Klassifikation | Tid      | Placering |
| ------------- | ------------------------- | ------ | ----------------------- | -------------- | -------- | --------- |
| 14. september | Enkeltstart, landevejsløb | Herrer | Kim Klüver Christiansen | H4             | 28:55,71 | 4         |
| 14. september | Enkeltstart, landevejsløb | Herrer | Michael Jørgensen       | H4             | 30:12,53 | 9         |

Klassificering
Cykelryttere med handicap, der stadig tillader brug af 'almindelige' cykler, klassificeres C1-C5. Cykelryttere med balanceproblemer fx spastikere er T1-T2, og bruger tricykler. Cykelryttere, der ikke kan bruge benene, er H1-H4, og bruger hånddrevne cykler. Til sidst anvendes klassificeringen B om cykelryttere med synshandicap. De bruger tandemcykler med en seende tandempilot. Jo lavere tal, jo mere besværet er cykelrytteren af sit handicap.

### Hestesport
Foregik i Centro Nacional de Hipismo i Deodoro.
| Dato              | Disciplin | Konkurrence | Rytter                                                                       | Klassifikation | Hest             | Grand Prix Team | Grand Prix Team | Grand Prix Championship | Grand Prix Championship | Grand Prix Freestyle | Grand Prix Freestyle | Sammenlagt | Sammenlagt |
| Dato              | Disciplin | Konkurrence | Rytter                                                                       | Klassifikation | Hest             | Resultat        | Placering       | Resultat                | Placering               | Resultat             | Placering            | Resultat   | Placering  |
| ----------------- | --------- | ----------- | ---------------------------------------------------------------------------- | -------------- | ---------------- | --------------- | --------------- | ----------------------- | ----------------------- | -------------------- | -------------------- | ---------- | ---------- |
| 11.-15. september | Dressur   | Hold        | Caroline Cecilie Nielsen Susanne Sunesen Lykke Dalskov Stinna Tange Kaastrup |                |                  |                 |                 |                         |                         |                      |                      | 428,229    | 4          |
| 13.-15. september | Dressur   | Individuelt | Caroline Cecilie Nielsen                                                     | Grad II        | Leon             | 68,412          | 10              | 69,057                  | 6                       | 72,750               | 5                    |            |            |
| 11.-13. september | Dressur   | Individuelt | Susanne Sunesen                                                              | Grad III       | CSK's Que Faire  | 70,158          | 3               | 72,171                  | Sølv                    | 72,600               | 5                    |            |            |
| 11.-13. september | Dressur   | Individuelt | Lykke Dalskov                                                                | Grad III       | Aros A' Fenris   | 70,132          | 4               | 70,122                  | 5                       | 73,050               | 4                    |            |            |
| 11.-14. september | Dressur   | Individuelt | Stinna Tange Kaastrup                                                        | Grad Ib        | Horsebo Smarties | 71,680          | 4               | 73,966                  | Bronze                  | 74,750               | Bronze               |            |            |

- Rytteren Line Kongensgaard var oprindelig på holdet, men da hendes hest Laponio blev skadet, er hun ikke med i Rio.

Klassificering
Equestrian Riding grade Ia har enten meget dårlig kropsbalance og/eller nedsat funktion af alle fire lemmer. Grade IV har kun nedsat funktion på et eller to lemmer, evt. nedsat syn.

### Skydning
Foregik i Centro Nacional de Tiro i Deodoro.
| Dato          | Disciplin                | H/D   | Udøver                 | Klassifikation | Kvalifikation | Kvalifikation | Finale | Finale    |
| Dato          | Disciplin                | H/D   | Udøver                 | Klassifikation | Point         | Placering     | Point  | Placering |
| ------------- | ------------------------ | ----- | ---------------------- | -------------- | ------------- | ------------- | ------ | --------- |
| 10. september | 10 m luftgevær, stående  | Mixed | Johnny Kofoed Andersen | SH2            | 622,8         | 22            | N/A    | N/A       |
| 13. september | 10 m luftgevær, liggende | Mixed | Johnny Kofoed Andersen | SH2            | 627,4         | 28            | N/A    | N/A       |

Klassificering
SH2 (Skytter med nedsat styrke og /eller funktion i arme og hænder. Riflens vægt støttes af et stativ).

### Svømning
Foregik i Olympic Aquatics Stadium.
| Dato          | Disciplin    | H/D    | Udøver                  | Klassifikation   | Indledende heat | Indledende heat | Finale  | Finale    |
| Dato          | Disciplin    | H/D    | Udøver                  | Klassifikation   | Tid             | Placering       | Tid     | Placering |
| 8. september  | 400 m fri    | Damer  | Amalie Vinther          | S8 - SB8 - SM8   | 5:13,99         | 3               | 5:12,01 | 5         |
| 9. september  | 100 m fly    | Damer  | Amalie Vinther          | S8 - SB8 - SM8   | 1:27,78         | 6               | N/A     | N/A       |
| 11. september | 100 m fri    | Damer  | Amalie Vinther          | S8 - SB8 - SM8   | 1:11,90         | 5               | N/A     | N/A       |
| 9. september  | 100 m fly    | Herrer | Niels Korfitz Mortensen | S8 - SB8 - SM8   | 1:05,99         | 5               | N/A     | N/A       |
| 9. september  | 100 m fri    | Herrer | Niels Korfitz Mortensen | S8 - SB8 - SM8   | 1:02,96         | 6               | N/A     | N/A       |
| 13. september | 100 m ryg    | Herrer | Niels Korfitz Mortensen | S8 - SB8 - SM8   | 1:10,41         | 4               | 1:09,62 | 8         |
| 8. september  | 200 m fri    | Herrer | Jonas Larsen            | SB3 - SM4 - S5   | 3:00,41         | 7               | N/A     | N/A       |
| 12. september | 150 m medley | Herrer | Jonas Larsen            | SB3 - SM4 - S5   | 37,82           | 5               | N/A     | N/A       |
| 12. september | 50 m fri     | Herrer | Jonas Larsen            | SB3 - SM4 - S5   | 2:35,95         | 1               | 2:33,67 | Bronze    |
| 9. september  | 50 m fri     | Herrer | Lasse Winther Andersen  | S10 - SB9 - SM10 | 26,51           | 6               | N/A     | N/A       |
| 12. september | 100 m fly    | Herrer | Lasse Winther Andersen  | S10 - SB9 - SM10 | 1:00,75         | 4               | N/A     | N/A       |
| 13. september | 100 m fri    | Herrer | Lasse Winther Andersen  | S10 - SB9 - SM10 | 58,78           | 7               | N/A     | N/A       |

Klassificering
Fysiske handicap klassificeres S1-S10, S1 er mest besværet af sit handicap, S10 er mindst. Synshandicap går fra S11 (blind) til S13 (svagtseende). Brystsvømning og individuel medley kræver særlige klasser, fx SB8 og SM10. En svømmer kan sagtens være klassificeret både S6, SB4 og SM5 på samme tid.